# Bistum Jales
Das Bistum Jales (lateinisch Dioecesis Ialespolitana, portugiesisch Diocese de Jales) ist eine in Brasilien gelegene römisch-katholische Diözese mit Sitz in Jales im Bundesstaat São Paulo.

## Geschichte
Das Bistum Jales wurde am 12. Dezember 1959 durch Papst Johannes XXIII. mit der Apostolischen Konstitution Ecclesia sancta aus Gebietsabtretungen des Bistums Rio Preto errichtet und dem Erzbistum Ribeirão Preto als Suffraganbistum unterstellt.
Am 20. Juli 2016 gab es Gebietsanteile im Umfang einer Pfarrei zur Gründung des Bistums Votuporanga ab.
Am 22. Mai 2025 wurde das Bistum dem Erzbistum São José do Rio Preto als Suffraganbistum unterstellt.

## Bischöfe von Jales
- Arthur Horsthuis AA, 1960–1968
- Luíz Eugênio Pérez, 1970–1981, dann Bischof von Jaboticabal
- Luiz Demétrio Valentini, 1982–2015
- José Reginaldo Andrietta, seit 2015